# إسماعيل سلمان
إسماعيل سلمان مواليد 13 يونيو 1957، هو ملاكم عراقي محترف. شارك في دورة الألعاب الأولمبية الصيفية سنة 1980.

## روابط خارجية
- إسماعيل سلمان على موقع أوليمبيديا (الإنجليزية)